# Резолюция 40 на Съвета за сигурност на ООН
Резолюция 40 на Съвета за сигурност на ООН е приета на 28 февруари 1948 по повод Индонезийската национална революция. Резолюцията възлага на Помирителния комитет, създаден с Резолюция 31, да наблюдава развитието на политическия процес в Западна Ява и Мадура и да представя периодично пред Съвета за сигурност заключенията от своите наблюдения.
Резолюция 40 е приета с мнозинство от 8 гласа, като трима от членовете на Съвета за сигурност – Аржентина, Украинската ССР и СССР – гласуват въздържали се.